# Clarisa Fernández
Clarisa Fernandez (Córdoba, 28 agosto 1981) è un'ex tennista argentina.

## Biografia
Clarisa Fernandez è diventata famosa per aver raggiunto le semifinali al Roland Garros nel 2002, prima argentina dai tempi di Gabriela Sabatini ad aver conseguito questo importante risultato, tanto più che si trovava allora soltanto alla posizione numero 87 del ranking WTA. Si è arresa in due set a Venus Williams, ma con la grande soddisfazione di aver eliminato nei turni precedenti molte tenniste quotate, tra cui Kim Clijsters.
In seguito la carriera di Clarisa Fernandez è stata funestata da una serie di infortuni che l'hanno costretta a un precoce ritiro, avvenuto nel 2008, dunque a soli 27 anni.

## Statistiche

### Risultati in progressione
| Sigla | Risultato               |
| ----- | ----------------------- |
| V     | Vincitore               |
| F     | Finalista               |
| SF    | Semifinalista           |
| O     | Oro olimpico            |
| A     | Argento olimpico        |
| SF    | Bronzo olimpico         |
| QF    | Quarti di Finale        |
| 4T    | Quarto turno            |
| 3T    | Terzo turno             |
| 2T    | Secondo turno           |
| 1T    | Primo turno             |
| RR    | Round Robin             |
| LQ    | Turno di qualificazione |
| A     | Assente                 |
| ND    | Non disputato           |

| Legenda superfici    |
| -------------------- |
| Cemento              |
| Terra battuta        |
| Erba                 |
| Superficie variabile |

#### Singolare nei tornei del Grande Slam
| Torneo          | 2001 | 2002 | 2003 | 2004 | 2005 | 2006 | 2007 | 2008 |
| --------------- | ---- | ---- | ---- | ---- | ---- | ---- | ---- | ---- |
| Australian Open | A    | 1T   | 3T   | 1T   | A    | A    | 1T   | 1T   |
| Open di Francia | A    | SF   | 2T   | A    | 2T   | 1T   | A    | A    |
| Wimbledon       | 1T   | 2T   | 1T   | A    | A    | 2T   | A    | A    |
| US Open         | A    | 1T   | 1T   | A    | A    | 1T   | A    | A    |

#### Doppio nei tornei del Grande Slam
| Torneo          | 2001 | 2002 | 2003 | 2004 | 2005 | 2006 | 2007 | 2008 |
| --------------- | ---- | ---- | ---- | ---- | ---- | ---- | ---- | ---- |
| Australian Open | A    | 2T   | A    | 1T   | A    | A    | A    | A    |
| Open di Francia | A    | 1T   | A    | A    | A    | A    | A    | A    |
| Wimbledon       | A    | 1T   | A    | A    | A    | A    | A    | A    |
| US Open         | A    | 2T   | A    | A    | A    | A    | A    | A    |

#### Doppio misto nei tornei del Grande Slam
| Torneo          | 2001 | 2002 | 2003 | 2004 | 2005 | 2006 | 2007 | 2008 |
| --------------- | ---- | ---- | ---- | ---- | ---- | ---- | ---- | ---- |
| Australian Open | A    | A    | A    | A    | A    | A    | A    | A    |
| Open di Francia | A    | A    | QF   | A    | A    | A    | A    | A    |
| Wimbledon       | A    | A    | A    | A    | A    | A    | A    | A    |
| US Open         | A    | A    | A    | A    | A    | A    | A    | A    |

## Vittorie contro giocatrici Top 10
| Stagione | 2002 | Totale |
| Vittorie | 1    | 1      |

| #    | Giocatrice    | Ranking | Evento                  | Superficie  | Turno | Punteggio | Rank. CFR |
| ---- | ------------- | ------- | ----------------------- | ----------- | ----- | --------- | --------- |
| 2002 |               |         |                         |             |       |           |           |
| 1.   | Kim Clijsters | 4       | Open di Francia, Parigi | Terra rossa | 3T    | 6-4, 6-0  | 87        |